# L'assedio
L'assedio è un film del 1998 diretto da Bernardo Bertolucci, tratto da un racconto di James Lasdun.

## Trama
In un vecchio appartamento di Roma, vive Jason Kinski, eccentrico pianista inglese; Shandurai, una ragazza africana che studia medicina all'Università, vive con lui e fa le pulizie in cambio d'una stanza. Jason, che trascorre le giornate al pianoforte dando lezioni di musica, s'innamora di lei. La ragazza non ricambia i suoi sentimenti, anche perché ha un marito detenuto in Africa per motivi politici. Jason inizia quindi un dolce assedio amoroso, nella speranza d'essere prima o poi ricambiato. Shandurai, dopo un confronto nel quale Jason le dichiara apertamente il suo amore, gli dice che se davvero è disposto a fare qualunque cosa per lei, che faccia allora scarcerare il marito.
Saputo ciò, Jason decide di fare qualcosa per il marito di Shandurai e, dopo avere preso contatto con la comunità africana di Roma, cerca di racimolare la somma per liberare il marito della ragazza, vendendo tutti gli oggetti d'arte e d'antiquariato che possiede, compreso il prezioso pianoforte, dimostrando che il suo amore supera anche la sua passione per la musica. Infine, Shandurai riceve una lettera dal marito in cui le comunica l'imminente scarcerazione e che la raggiungerà a Roma.
Pian piano la ragazza, intuendo che dietro questo ritorno c'è l'intervento di Jason, inizia a legarsi a lui presa da tanta dedizione nei suoi confronti, fino alla notte prima dell'arrivo del marito, durante la quale il musicista inglese avrà il giusto premio per il suo goffo ma illimitato amore. La mattina successiva, mentre i due sono ancora a letto, il marito di Shandurai suona il campanello, ma la ragazza, pur sveglia, non gli apre subito la porta, lasciando il finale del film aperto, sospeso tra il ritorno di lei col marito e la nascita dell'amore con Jason, ma forse il sogno d'una notte non conta (in realtà nella scena finale si vede chiaramente la donna alzarsi dal letto e si intuisce che va ad aprire la porta)

## Produzione
Il film, destinato in origine alla televisione, è stato girato a Roma, in buona parte nel vicolo del Bottino 8, a Piazza di Spagna, nell'appartamento dove Gabriele D'Annunzio scrisse il suo romanzo più famoso, Il Piacere.

## Riconoscimenti
- Ciak d'oro
  - 1999 - Miglior montaggio a Jacopo Quadri[1]